# (12267) Denneau
(12267) Denneau ist ein Asteroid des inneren Hauptgürtels, der am 31. Mai 1990 durch das Projekt Spacewatch am Kitt-Peak-Nationalobservatorium in Arizona bei einer Helligkeit von etwa 19 mag entdeckt wurde. Nachträglich konnte er auf einer Aufnahme festgestellt werden, die bereits fünf Tage zuvor am Palomar-Observatorium in Kalifornien gemacht worden war.
Benannt ist der Asteroid nach Larry Denneau (geb. 1968). Er hat einen Abschluss in Elektrotechnik von der University of Arizona, spielt Keyboard und kam als Softwareentwickler für das Moving Object Processing System zu Pan-STARRS. Er wurde dann leitender Softwareentwickler beim Asteroid Terrestrial-impact Last Alert System (ATLAS).
Aufgrund seiner Bahneigenschaften gilt (12267) Denneau als Mitglied der Hungaria-Gruppe und bewegt sich noch innerhalb des Hauptgürtels i. e. S. im Bereich einer stabilisierenden 9:2-Bahnresonanz mit Jupiter. 